# Elecciones a las Cortes Valencianas de 2007
Las elecciones a las Cortes Valencianas correspondientes a la VII Legislatura de la Comunidad Valenciana se celebraron el 27 de mayo conjuntamente con las elecciones municipales.

## Historia

### Situación electoral tras las elecciones de 2003
La barrera electoral para acceder al reparto de escaño se encuentra en el 5% en todo el conjunto de la Comunidad Valenciana. Por tanto, aunque cinco candidaturas políticas obtuvieron un número destacado de votos, solamente tres PPCV, PSPV-PSOE y Esquerra Unida - L'Entesa) consiguieron representación en las Cortes Valencianas. Los 48 diputados obtenidos por el PP le permitieron gobernar con comodidad la cámara parlamentaria, frente a los 41 que obtuvieron la suma del PSOE con L'Entesa.
En cuanto a otras candidaturas políticas, el Bloc Nacionalista Valencià - Esquerra Verda 
aunque consiguieron más de un 6% de los votos a circunscripción de Castellón, los menores resultados en Alicante hicieron que se quedara sin representación, con un 4,8%. Por otra parte, Unió Valenciana continuó con la bajada que comenzó en el año 1995, obteniendo un 3,0%.

### Expectativas electorales previas
La fragmentación de Unió Valenciana y la división del voto regionalista con otras formaciones políticas como Coalición Valenciana hizo muy difícil que alguna de estas formaciones llegara al 5%. Por tanto, sin ningún partido que les apoyase, el PPCV necesitaba mayoría absoluta (50 diputados de 99 después de la reforma del Estatuto de Autonomía de la Comunidad Valenciana) si quería continuar gobernando. En el caso de no conseguirla, el PSPV-PSOE y CPV podrían haber desbancado al PPCV de la Generalidad.
En el 2003 la distancia entre el PPCV y la suma de PSPV-EUPV-BLOC fue de tan solo una décima. Pero, la no entrada del Bloc en las Cortes hizo que se perdieran sus votos y que la distancia entre la izquierda y la derecha fuera más grande. Y aunque el PSPV-PSOE le recortara algún punto al PPCV, era prácticamente imprescindible la entrada a las Cortes tanto de EUPV como del BLOC si quería gobernar (en minoría)
Para garantizar la entrada de las dos formaciones en la cámara se decidió a finales de 2006 formar una coalición en la que entrarían Esquerra Unida del País Valencià (EUPV), el Bloc Nacionalista Valencià (BNV), Els Verds del País Valencià (EVPV), Els Verds Esquerra Ecologista del País Valencià (VEE) e Izquierda Republicana (IR) que se presentarían conjuntamente bajo el nombre de Compromís pel País Valencià; esta coalición se hizo extensible a un pequeño número de localidades en las municipales. Este pacto tenía como objetivo principal evitar el bipartidismo en las Cortes Valencianas, y especialmente la mayoría absoluta del Partido Popular de la Comunidad Valenciana. 

### Encuestas de intención de voto
- Septiembre de 2006 (Instituto Opina): La encuesta, hecha sobre 99 diputados, daba 53-56 escaños y un 49,3% al PPCV. El PSPV-PSOE obtendría un 36,4% y 37-40 escaños, y EUPV un 7% y 6 escaños. Tanto el Bloc (4,5%) como UV (1,5%) se quedarían sin representación.
- Noviembre de 2006 (Sigma Dos): La encuesta, hecha sobre 99 diputados, daba 53-56 escaños y un 49,1% al PPCV. El PSPV-PSOE obtendría un 35,2% y 37-40 escaños, y EUPV un 6,6% y 6 escaños. El resto de candidaturas (9,1%) se quedarían sin representación.

## Candidaturas

### Candidaturas con representación previa en las Cortes Valencianas
A continuación, se muestra la lista de las candidaturas electorales que obtuvieron representación en las últimas elecciones a las Cortes Valencianas. Las candidaturas aparecen enumeradas en orden descendente de escaños obtenidos en las anteriores elecciones. Así mismo, el partido que conforma el gobierno en el momento de las elecciones, el Partido Popular, está sombreado en verde claro.
| Candidatura | Candidatura                                                                   | Integrantes            | Candidato/a | Candidato/a                       | Diputados previos (2003) |
| ----------- | ----------------------------------------------------------------------------- | ---------------------- | ----------- | --------------------------------- | ------------------------ |
|             | Partido Popular                                                               | PPCV                   |             | Francisco Camps (Presidente e.f.) | 48                       |
|             | Partido Socialista Obrero Español                                             | PSPV-PSOE              |             | Joan Ignasi Pla                   | 35                       |
|             | Esquerra Unida-Bloc- Verds-Izquierda Republicana: Compromís pel País Valencià | EUPV Bloc Els Verds IR |             | Glòria Marcos                     | 6 (Entesa)               |

### Resto de candidaturas
A continuación, se muestra un listado con todas las candidaturas proclamadas por la Junta Electoral de la Comunidad Valenciana ordenadas alfabéticamente, junto con los candidatos de cada provincia. En negrita se resalta el candidato o la candidata a la presidencia de la Generalidad Valenciana en aquellos casos en que se haya comunicado.
|                                         | Centro Democrático Liberal (CDL)                         | Juan Francisco Valls Brotons       |                                 |                               |
|                                         | Centro Liberal (CL)                                      | Luis Martínez López                |                                 |                               |
|                                         | Centro Liberal Renovador (CLr)                           | Joaquín Ezcurra Gilabert           |                                 |                               |
|                                         | Coalición Valenciana (CVa)                               | Joaquín Corredor Pascual           | Francisco Javier Tomás Puchol   | María Dolores García Broch    |
|                                         | Democracia Nacional (DN)                                 |                                    |                                 | Manuel Canduela Serrano       |
|                                         | España 2000 (E-2000)                                     | Ernesto Milà Rodríguez             | Isabel María Blasco Ahís        | José Luis Roberto Navarro     |
|                                         | Esquerra Republicana del País Valencià (ERPV)            | Jordi Vayà Olcina                  | Josep Vicent Vicent i Ballester | Agustí Frederic Cerdà Argent  |
|                                         | Falange Auténtica (FA)                                   | Enrique Antigüedad Sánchez         | Carlos Esparza Torres           | Ramón Villena Díaz            |
|                                         | Falange Española de las JONS (FE de las JONS)            |                                    | Francisco Martín López          | Jesús de Paredes Teruel       |
|                                         | Los Verdes de Europa (LVE)                               | Antonio Pastor López               |                                 | Daniel Hernández Ruiz         |
|                                         | Movimiento por la Unidad del Pueblo-Republicanos (MUP-R) | Manuel Fernando Albentosa Martínez |                                 | Juan Lacomba Villarroya       |
|                                         | Partido Comunista de los Pueblos de España (PCPE)        | José María Lucas Ranz              | Francisco José Tendero Egea     | Fernando Ferraz Pumares       |
|                                         | Partido Humanista (PH)                                   | Adrián Clemente Bertomeu           |                                 | Josefa Robles Garrido         |
|                                         | Partido Socialdemócrata (PSD)                            | Juan Vicente Sancho Noguera        | Ernesto Fenollosa Ten           | Fernando Piera Giménez        |
|                                         | Unió-Los Verdes Ecopacifistas (UV-LVE)                   | Abelardo Lloret López              | Vicente Tornador Navarro        | José Manuel Miralles Piqueres |
|                                         | Unión Centrista Liberal (UCL)                            |                                    |                                 | Juan Antonio Montero Rodrigo  |
|                                         | Units per València (UxV)                                 | Josep Miquel Roselló Ferrer        | Alonso Vela Briz                | Carles Francesc Choví Añó     |
| Fuente: Juntas electorales provinciales |                                                          |                                    |                                 |                               |

## Resultados

### Autonómico
Aquí se muestran los resultados totales de las candidaturas que obtuvieron al menos el 5% de los votos emitidos.
|  | 50,64 % |

|  | 33,26 % |

|  | 7,74 % |

|  | 3,43 % |

|  | 1,36 % |

|  | 72,75 % |

### Por circunscripciones
|  | 75,68 % |

|  | 70,55 % |

|  | 71,39 % |

### Diputados electos
Tras estos resultados, la Junta Electoral de la Comunidad Valenciana proclamó como diputados de las Cortes Valencianas para la legislatura 2007-2011 a los siguientes candidatos:
| Elecciones a las Cortes Valencianas de 2007 Diputados electos | Elecciones a las Cortes Valencianas de 2007 Diputados electos | Elecciones a las Cortes Valencianas de 2007 Diputados electos | Elecciones a las Cortes Valencianas de 2007 Diputados electos | Elecciones a las Cortes Valencianas de 2007 Diputados electos |
| Candidatura                                                   | Candidatura                                                   | Alicante | Castellón | Valencia |
| ------------------------------------------------------------- | ------------------------------------------------------------- | --- | --- | --- |
|                                                               | [PPCV (54 diputados)                                          | 1. Gerardo Camps Devesa 2. María Adelaida Pedrosa Roldán 3. Miguel Ignacio Peralta Viñes 4. Luis Bernardo Díaz Alperi 5. María Milagrosa Martínez Navarro 6. Rafael Maluenda Verdú 7. José Ramón García Antón 8. Ángela María Barceló Martorell 9. César Augusto Asencio Adsuar 10. María José García Herrero 11. José Cholbi Diego 12. Gema Amor Pérez 13. Pedro Ángel Hernández Mateo 14. María Elena Bonet Mancheño 15. David Francisco Serra Cervera 16. Trinidad María Miró Mira 17. César Sánchez Pérez 18. Andrés Antonio Ballester Costa 19. Antonio Vicente Peral Villar | 1. Alejandro Font de Mora Turón 2. María Soledad Linares Rodríguez 3. Ricardo Costa Climent 4. Vicente Rambla Momplet 5. Herminia Palomar Pérez 6. Ana Michavila Núñez 7. Rosa María Barrieras Mombrú 8. José Marí Olano 9. Alberto Fabra Part 10. Ricardo Martínez Rodríguez 11. María Fernanda Vidal Causanilles 12. Jaime Mundo Alberto | 1. Francisco Enrique Camps Ortiz 2. María Rita Barberá Nolla 3. Francisca Mercedes Hernández Miñana 4. Serafín Castellano Gómez 5. Antonio Ángel Clemente Olivert 6. María Sagrario Sánchez Cortés 7. Rafael Blasco Castany 8. Esther Mártires Franco Aliaga 9. Esteban González Pons 10. Juan Gabriel Cotino Ferrer 11. Alicia de Miguel García 12. Fernando María Giner Giner 13. Vicente Betoret Coll 14. María Dolores Botella Arbona 15. Justo Nieto Nieto 16. Salvador Cortés Llopis 17. Asunción Quinzá Alegre 18. Rafael Ferraro Sebastiá 19. María Concepción Emma Iranzo Martín 20. Eduardo Ovejero Adelantado 21. Verónica Marcos Puig 22. Vicente Soria Mora 23. Manuel Miguel Bustamante Bautista |
|                                                               | PSPV-PSOE (38 diputados)                                      | 1. Diego Maciá Antón 2. María Isabel Lloret Ivorra 3. Ángel Luna González 4. María Consuelo Català Pérez 5. José Antonio Godoy García 6. María Dolores Gay Bódalo 7. Antonio Torres Salvador 8. Elvira María Jiménez Gutiérrez 9. Eduardo Vicente Navarro 10. María Dolores Huesca Rodríguez 11. Manuel Bueno Ortuño 12. María Vicenta Crespo Domínguez 13. Amando Vilaplana Gironés 14. Rebeca Lirios Soler | 1. Isabel María Escudero Pitarch 2. Joaquim Francesc Puig Ferrer 3. María Amparo Marco Gual 4. Juan Ignacio Subías Ruiz Sevilla 5. María José Salvador Rubert 6. Adolfo Sanmartín Besalduch 7. Clara Tirado Museros 8. Francesc Colomer Sánchez 9. María Soledad Sorribes Martínez 10. Vicente Nebot Gargallo                              | 1. Joan Ignasi Pla i Durà 2. Josefa Frau Ribes 3. Vicent Manuel Sarrià Morell 4. María Nuria Espí de Navas 5. Antonio Such Botella 6. Carmen Ninet Peña 7. Juan Andrés Perelló Rodríguez 8. Ana Isabel Noguera Montagud 9. Juan Jesús Ros Piles 10. Cristina Moreno Fernández 11. Francesc de Borja Signes Núñez 12. Jeannette Segarra Sales 13. José Camarasa Albertos 14. Josefa Andrés Barea |
|                                                               | CPV (7 diputados)                                             | 1. Lluís Torró Gil 2. Mireia Mollà Herrera | 1. Marina Albiol Guzmán 2. Josep Maria Pañella Alcácer | 1. Ángeles Glòria Marcos Martí 2. Enric Xavier Morera Català 3. Mónica Oltra Jarque |
| Fuente: Cortes Valencianas                                    |                                                               | | | |

## Elección e investidura del presidente de la Generalidad Valenciana
La votación para la investidura del presidente de la Generalidad Valenciana en las Cortes Valencianas tuvo el siguiente resultado:
| Resultado de la votación de investidura del presidente de la Generalidad Valenciana | Resultado de la votación de investidura del presidente de la Generalidad Valenciana | Resultado de la votación de investidura del presidente de la Generalidad Valenciana | Resultado de la votación de investidura del presidente de la Generalidad Valenciana | Resultado de la votación de investidura del presidente de la Generalidad Valenciana | Resultado de la votación de investidura del presidente de la Generalidad Valenciana | Resultado de la votación de investidura del presidente de la Generalidad Valenciana | Resultado de la votación de investidura del presidente de la Generalidad Valenciana | Resultado de la votación de investidura del presidente de la Generalidad Valenciana | Resultado de la votación de investidura del presidente de la Generalidad Valenciana |
| Candidato                                                                           | Fecha                                                                               | Voto                                                                                |                                                                                     |                                                                                     |                                                                                     | Total                                                                               |                                                                                     |                                                                                     |                                                                                     |
| ----------------------------------------------------------------------------------- | ----------------------------------------------------------------------------------- | ----------------------------------------------------------------------------------- | ----------------------------------------------------------------------------------- | ----------------------------------------------------------------------------------- | ----------------------------------------------------------------------------------- | ----------------------------------------------------------------------------------- | ----------------------------------------------------------------------------------- | ----------------------------------------------------------------------------------- | ----------------------------------------------------------------------------------- |
| Francisco Camps (PPCV)                                                              | 25 de junio de 2007 Mayoría requerida: absoluta (50/99)                             | Sí                                                                                  | 54                                                                                  |                                                                                     |                                                                                     | 54/99                                                                               |                                                                                     |                                                                                     |                                                                                     |
| Francisco Camps (PPCV)                                                              | 25 de junio de 2007 Mayoría requerida: absoluta (50/99)                             | No                                                                                  |                                                                                     | 37                                                                                  | 7                                                                                   | 44/99                                                                               |                                                                                     |                                                                                     |                                                                                     |
| Francisco Camps (PPCV)                                                              | 25 de junio de 2007 Mayoría requerida: absoluta (50/99)                             | Aus.                                                                                |                                                                                     | 1                                                                                   |                                                                                     | 1/89                                                                                |                                                                                     |                                                                                     |                                                                                     |
| Francisco Camps (PPCV)                                                              | 25 de junio de 2007 Mayoría requerida: absoluta (50/99)                             | Fuente: Cortes Valencianas                                                          |                                                                                     |                                                                                     |                                                                                     |                                                                                     |                                                                                     |                                                                                     |                                                                                     |

## Consecuencias
Los resultados electorales ampliaron la mayoría absoluta al Partido Popular de la Comunidad Valenciana, lo que permitió a su candidato Francisco Camps volver a formar gobierno.
Los resultados del PSPV-PSOE, peores que los ya considerados defraudantes del 2003, pusieron a su candidato Joan Ignasi Pla en una situación delicada. Este anunció que no se presentaría a las siguientes elecciones autonómicas y, tras destaparse un escándalo económico, se vio obligado a dimitir en octubre de 2007. 
Por su parte, las expectativas de Compromís pel País Valencià se vieron ampliamente defraudadas: mientras que EUPV y el BLOC habían alcanzado por separado un 10,52% de los votos en las elecciones de 2003, en el 2007 su coalición sólo obtuvo el 8,13% de los votos. De los 7 escaños obtenidos, 2 fueron ocupados por miembros del BLOC y 5 por miembros de EUPV. De los cinco diputados de EUPV, dos pertenecían a la corriente nacionalista Esquerra i País y desautorizaron al principio de la legislatura a la candidata Glòria Marcos, por lo que el Consell Nacional de EUPV decidió la expulsión del partido de estas diputadas en septiembre de 2007.